# Polycarpa tokiokai
Polycarpa tokiokai är en sjöpungsart som beskrevs av Monniot 1996. Polycarpa tokiokai ingår i släktet Polycarpa och familjen Styelidae. Inga underarter finns listade i Catalogue of Life.